# Content marketing
Si definisce content marketing l'approccio di marketing strategico basato sulla creazione e distribuzione di contenuti di valore, al fine di attirare un determinato target di riferimento sul proprio sito web o social network, creando una relazione allo scopo di aumentare le vendite.
Secondo Joe Pulizzi, Fondatore del Content Marketing Institute, per contenuto si intende qualsiasi tipo di informazione in grado di educare, coinvolgere o divertire. Un contenuto ha prima di tutto un obiettivo ben preciso. Le informazioni, idee e messaggi che si vogliono trasmettere possono essere tradotti in forma testuale, visuale o audio. Il formato di un contenuto, quindi, può essere di diverso tipo: testo (blogpost, eBook, email, whitepaper), immagine (fotografie, infografiche), audio (podcast), video, ecc.

## Storia
Si presume che il primo contenuto con le stesse caratteristiche del moderno marketing strategico sia stato creato nel 1985 con la pubblicazione della rivista The Farrow. L'azienda proprietaria John Deere elaboró un contenuto per offrire consigli agli agricoltori. Un tentativo precedente venne fatto con la stesura della Guida Michelin, nata nel 1898: inizialmente era un libretto di circa quattrocento pagine con una serie di informazioni e consigli dedicati ai viaggi (elenchi di stazioni ferroviarie, medici, farmacisti, meccanici, benzinai e gommisti). La guida veniva distribuita gratuitamente poiché, nella Francia dell'epoca, le automobili erano ancora una rarità. In seguito, la rivista divenne commerciabile e incluse novità come l'elenco dei ristoranti e le successive classifiche relative agli chef stellati

## Il processo di content marketing
Alla base del content marketing deve esserci una solida pianificazione strategica (Content Strategy). Il content marketing, inoltre, fa parte dell'inbound marketing poiché utilizza i contenuti per attirare e accompagnare il pubblico verso una destinazione di proprietà del brand o dell'azienda. Attraverso la condivisione gratuita di contenuti di qualità e relativi al proprio settore di riferimento.
I passi per una strategia di content marketing efficace sono essenzialmente cinque:
1. Analisi del contesto: le caratteristiche fondamentali della realtà aziendale e la concorrenza. Questa fase include anche l'individuazione del target di riferimento, ossia le persone che si intende raggiungere con l'attività di produzione dei contenuti;
2. Definizione degli obiettivi (o concetto): dall'aumento del traffico verso il sito web, all'acquisizione di nuovi contatti, all'aumento delle vendite;
3. Progettazione, creazione e distribuzione dei contenuti: dal piano editoriale alla pubblicazione;
4. Individuazione dei canali per la distribuzione: dal sito web, ai siti di social network che influenzano anche i contenuti prodotti e i formati;
5. Misurazione dei risultati (o valutazione): analisi dei dati per migliorare le azioni future.

## Il futuro
Il trend del content marketing vede sempre più spesso l'utilizzo di soluzioni basate su software di Intelligenza Artificiale (il 40% dei dipartimenti di marketing seguono questa strategia) che prendono il nome di Content Intelligence. I software di Content Intelligence, grazie al supporto dell'AI, permettono alle aziende di sfruttare i dati generati dall'utilizzo dei contenuti da parte degli utenti per conoscere in anticipo gli interessi delle persone.